# Liste in der Demokratischen Republik Kongo vorhandener Dampflokomotiven
Dies ist eine Liste erhaltener Dampflokomotiven auf dem Gebiet der Demokratischen Republik Kongo.

## Lokomotiven mit 42"
| Foto | Nummer oder Name              | Bauart / Achsfolge | Hersteller                       | Fabrik-nr. | Baujahr | Historie | Eigentümer / Betreiber / Strecke | Bemerkungen |
| ---- | ----------------------------- | ------------------ | -------------------------------- | ---------- | ------- | -------- | -------------------------------- | ----------- |
|      | UMHK No. L71                  | 1’C1’              | Tubize                           | 2099       | 1929    |          | Tenke Fungurume Mining           | [ 1 ]       |
|      | KDL No. 700 series            | 2’D1’              | ?                                |            |         |          | Kamina Shed                      | [ 2 ]       |
|      | KDL No. 700 series            | 2’D1’              | ?                                |            |         |          | Kamina Shed                      | [ 3 ]       |
|      | KDL No. 700 series            | 2’D1’              | ?                                |            |         |          | Kamina Shed                      | [ 4 ]       |
|      | KDL No. 900 series            | (2’D1’)(1’D2’)     | Haine St. Pierre                 |            | 1953    |          | Kamina Shed                      | [ 5 ]       |
|      | KDL No. 900 series            | (2’D1’)(1’D2’)     | Haine St. Pierre                 |            | 1953    |          | Kamina Shed                      | [ 6 ]       |
|      | KDL No. 900 series            | (2’D1’)(1’D2’)     | Haine St. Pierre                 |            | 1953    |          | Kamina Shed                      | [ 7 ]       |
|      | KDL No. 900 series            | (2’D1’)(1’D2’)     | Haine St. Pierre                 |            | 1953    |          | Kamina Shed                      | [ 8 ]       |
|      | KDL No. 900 series            | (2’D1’)(1’D2’)     | Haine St. Pierre                 |            | 1953    |          | Kamina Shed                      | [ 9 ]       |
|      | KDL No. 400 series            | 1’D1’              | ?                                |            |         |          | SNCC Station, Kananga            | [ 10 ]      |
|      | KDL No. 706                   | 2’D1’              | La Meuse                         | 4360       | 1947    |          | SNCC Station, Kolwezi            | [ 11 ]      |
|      | CFL No. Class 27-40           | 1’C                | Tubize                           |            | 1921    |          | SNCC Station, Kongolo            | [ 12 ]      |
|      | CFL No. Class 72-77           | 1’D1’              | FUF                              |            | 1950    |          | SNCC Station, Kongolo            | [ 13 ]      |
|      | CSC No. 7                     | C                  | John Cockerill (Seraing/Belgium) |            | 1926    |          | Kwilu-Ngongo Sugar Factory       | [ 14 ]      |
|      | CF du Katanga No. 1 'Maramba' | C                  | Manning Wardle                   | 1656       | 1905    |          | SNCC Station, Lubumbashi         | [ 15 ]      |
|      | KDL No. 400 series            | 1’D1’              | H.K. Porter                      |            | 1917    |          | SNCC Station, Mweka              | [ 16 ]      |

## Lokomotiven mit 1000 mm
| Foto | Nummer oder Name | Bauart / Achsfolge | Hersteller | Fabrik-nr. | Baujahr | Historie | Eigentümer / Betreiber / Strecke | Bemerkungen |
| ---- | ---------------- | ------------------ | ---------- | ---------- | ------- | -------- | -------------------------------- | ----------- |
|      | CFL No. ?        | B                  | ?          |            |         |          | SNCC Station, Kisangani          | [ 17 ]      |

## Lokomotiven mit 765 mm
| Foto | Nummer oder Name  | Bauart / Achsfolge | Hersteller                       | Fabrik-nr. | Baujahr | Historie | Eigentümer / Betreiber / Strecke    | Bemerkungen |
| ---- | ----------------- | ------------------ | -------------------------------- | ---------- | ------- | -------- | ----------------------------------- | ----------- |
|      | CF du Congo No. ? | B                  | John Cockerill (Seraing/Belgium) |            | 1893    |          | Kinshasa Est SCTP Station, Kinshasa | [ 18 ]      |

## Lokomotiven mit 600 mm
| Foto | Nummer oder Name | Bauart / Achsfolge | Hersteller | Fabrik-nr. | Baujahr | Historie | Eigentümer / Betreiber / Strecke | Bemerkungen |
| ---- | ---------------- | ------------------ | ---------- | ---------- | ------- | -------- | -------------------------------- | ----------- |
|      | CSC No. ?        | C                  | La Meuse   |            | 1927    |          | Kwilu-Ngongo Sugar Factory       | [ 19 ]      |
|      | KDL No. ?        | D                  | ?          |            | 1919    |          | SNCC Station, Kamina             | [ 20 ]      |